# Campoletis agilis
Campoletis agilis là một loài tò vò trong họ Ichneumonidae.